# Poblado Candelario Vela
Poblado Candelario Vela är en ort i Mexiko.   Den ligger i kommunen Mexicali och delstaten Baja California, i den nordvästra delen av landet, 2 100 km nordväst om huvudstaden Mexico City. Poblado Candelario Vela ligger 21 meter över havet och antalet invånare är 210.
Terrängen runt Poblado Candelario Vela är mycket platt. Runt Poblado Candelario Vela är det ganska glesbefolkat, med 36 invånare per kvadratkilometer. Närmaste större samhälle är Hermosillo, 9,3 km nordost om Poblado Candelario Vela. Trakten runt Poblado Candelario Vela består till största delen av jordbruksmark.